# Not Giving In
"Not Giving In" é uma canção do quarteto britânico Rudimental, e conta com John Newman e Alex Clare nos vocais. A canção foi lançada no Reino Unido em 18 de novembro de 2012 como o terceiro single de seu álbum de estreia Home. O single estreou na décima quarta posição no UK Singles Chart e alcançou a primeira posição no UK Dance Chart. Ela foi destaque no primeiro episódio da terceira temporada de Teen Wolf, e também foi usada em um comercial da Mercedes-Benz, patrocinando a Seleção Alemã de Futebol, durante a Copa do Mundo FIFA de 2014.

## Vídeo musical
Um videoclipe da música foi lançado pela primeira vez no YouTube em 17 de outubro de 2012, com um comprimento total de cinco minutos e vinte e nove segundo e foi dirigido por Josh Cole. O vídeo, filmado em favelas de Manila, Filipinas, foi baseado na história real do tri campeão mundial de breakdance Mouse. O clipe segue a vida de dois garotos que crescem na pobreza das cidades. Os dois são, infelizmente, forçado a seguir caminhos separados, enquanto um conhece a dança e através dela consegue escapar do submundo das cidades, o outro fica preso em uma vida de violência de gangues, crimes, drogas e um assassinato, que acaba resultando em sua morte.

## Recepção

### Recepção da crítica
Os críticos deram a "Not Giving In" criticas principalmente positivas. De acordo com um dos autores do AltSounds a canção seria "um registro encorajador, um confronto sonoro de instrumentos ao vivo, batidas e vozes com alma, transmite um espírito de esperança com os vocais crescentes de dois pesos pesados, John Newman e Alex Clare. Lewis Corner do Digital Spy também deu uma opinião positiva:

"John Newman anunciou em sua voz macia, mais rica do que um pudim de chocolate duplo e tão gratificante. Rudimental pode não ter entregue uma canção inovadora, mas se o som ainda soa tão doce, por que reclamar?"
— Lewis Corner 

### Uso na cultura popular
Ao longo de 2014, a canção foi usada como a música de entrada do Football Club Port Adelaide em jogos no recém-reconstruído Adelaide Oval.

## Faixas
| N.º | Título | Duração |  |

| N.º | Título | Duração |  |

| N.º | Título | Duração |  |

| N.º | Título | Duração |  |

| N.º | Título | Duração |  |

Nota
- EPs disponíveis apenas por download digital.

## Desempenho nas tabelas musicais
| Chart (2012)                                  | Posições de pico |
| --------------------------------------------- | ---------------- |
| Austrália (ARIA)                              | 12               |
| Bélgica (Ultratip Bubbling Under de Flandres) | 4                |
| Bélgica (Ultratip Bubbling Under da Valônia)  | 27               |
| República Checa (Rádio Top 100)               | 27               |
| Hungria (Rádiós Top 40)                       | 24               |
| Islândia (Tonlist)                            | 4                |
| Países Baixos (Single Top 100)                | 71               |
| Nova Zelândia (Recorded Music NZ)             | 11               |
| Escócia (Scottish Singles Chart)              | 16               |
| Reino Unido (UK Dance Chart)                  | 1                |
| Reino Unido (UK Singles Chart)                | 14               |

| País                  | Certificação |
| --------------------- | ------------ |
| Austrália - ARIA      | 2× Platina   |
| Nova Zelândia - RIANZ | Ouro         |
| Reino Unido - BPI     | Prata        |

## Histórico de lançamento
| Região      | Data                   | Formato          | Gravadora      |
| ----------- | ---------------------- | ---------------- | -------------- |
| Reino Unido | 18 de novembro de 2012 | Download digital | Asylum Records |